# Ernest-Casimir de Nassau-Dietz
Ernest-Casimir de Nassau-Dietz (en allemand Ernst Casimir von Nassau-Diez) est né le 22 décembre 1573 à Dillenburg et fut tué le 2 juin 1632 à Ruremonde.
Général remarquable, il fut comte de Nassau-Dietz, stathouder de Frise (de 1620 à 1632), stathouder de Drenthe et de Groningue (de 1625 à 1632).

## Biographie
Ernest de Nassau-Dietz était le cinquième fils du comte Jean VI de Nassau-Dillenbourg et d'Élisabeth de Leuchtenberg. En 1607, il reçut le titre de comte de Nassau-Dietz et succéda à son père dans le gouvernement des biens domaniaux. À la mort de son frère aîné, le comte Guillaume Louis (1620), Ernest de Nassau-Dietz gouverna la Frise. En 1625, il devint stathouder de Groningue et de Drenthe, gouvernement qu'il conserva jusqu'à son décès.
Ernest-Casimir de Nassau reste dans l'histoire des Provinces-Unies comme un général exceptionnel. Il servit d'abord sous les ordres de son cousin le Prince d'Orange Maurice de Nassau. Il prit part aux sièges des places de Steenwijk et d’Oldenzaal et s'illustra par le combat désespéré qui préluda à la bataille de Nieuport ; au terme de la Trêve de douze ans, il seconda le stathouder Frédéric Henri lors des sièges de Groenlo (1627) et de Bois-le-Duc. En tant que stathouder de Groningue, il fit construire en 1628 la forteresse de Nieuweschans. Quoiqu’il n'eût que peu de domaines en Frise, il était si populaire dans cette province que les députés reconnurent son fils comme son successeur au poste de stathouder.
Il fut tué d'un boulet lors du siège de Ruremonde en juin 1632 alors qu'il inspectait les tranchées.

## Famille
Fils de Jean VI de Nassau-Dillenbourg et d'Élisabeth de Leuchtenberg, Ernest de Nassau-Diez appartient à la sixième branche (Nassau-Diez), elle-même issue de la seconde branche (Nassau-Dillenbourg) de la Maison de Nassau. Cette lignée de Nassau-Diez appartient à la tige Ottonienne qui donna des stathouders à la Flandre, la Hollande, la Gueldre, La Frise, aux Provinces-Unies, un roi à l'Angleterre et l'Écosse en la personne de Guillaume III d'Orange-Nassau, des rois et reines aux Pays-Bas. En 1606, la principauté de Nassau-Dillenbourg fut partagée en Nassau-Siegen et Nassau-Dietz. Le 8 août 1607, Ernest de Nassau-Dietz épousa Sophie-Hedwige de Brunswick-Wolfenbüttel (1592-1642, fille du duc Henri-Jules de Brunswick-Wolfenbüttel). Trois enfants sont nés de cette union dont :
- Henri-Casimir de Nassau-Diez (1612-tué à Hulst en 1640), comte de Nassau-Diez, stathouder de Frise, stathouder de Groningue, stathouder de Drenthe de 1632 à 1640. En 1652, son fils Guillaume Louis devint prince de Nassau-Diez (1640) ;
- Guillaume-Frédéric de Nassau-Dietz, prince de Nassau-Dietz ; il est l'ancêtre du roi actuel Willem-Alexander ;
- Élisabeth de Nassau-Diez (1620-1628), entra dans les ordres.